# ستاره آهنی
در اخترشناسی، ستارهٔ آهنی (انگلیسی: Iron star) به نوعی ستاره فشردهٔ فرضی می‌گویند که احتمال دارد ۱۰۱۵۰۰ سال بعد در گیتی پدیدار شود.
منطقی که در پشت این فرضیه وجود دارد، می‌گوید گداخت سردی که از طریق تونل‌زنی کوانتومی ایجاد خواهد شد، سبب می‌گردد تا هسته‌های سبک مواد معمولی، به هم متصل شده و آهن-۵۶ را به وجود بیاورند. سپس شکافت هسته‌ای و واپاشی آلفا موجب خواهند شد تا هسته‌های سنگین مواد هم دچار واپاشی شده و به آهن-۵۶ تبدیل شوند و بدین ترتیب، همهٔ اجرام ستاره‌ای، به کره‌های سردی از آهن مبدل گردند.
پیش‌شرطِ ایجاد یک‌چنین ستاره‌هایی آن است که پدیدهٔ واپاشی پروتون رخ ندهد. در ضمن، اگرچه سطح ستارگان نوترونی هم از جنس آهن است، اما برخی پیش‌بینی‌های کنونی می‌گویند که این ستاره‌ها به‌کلی با ستاره‌های آهنی تفاوت دارند.
عبارت «ستاره آهنی» در مورد ابرغول‌های آبی هم کاربرد دارد که در طیف نوری‌شان، رگه‌های نامعمول و عجیبی از FeII دیده می‌شود. این‌ها احتمالاً فراغول‌های متغیر آبی درخشانی هستند که سرد و خاموش شده‌اند. یک نمونهٔ خوب از این فراغول‌های متغیر آبی درخشان، «اتا شاه‌تخته» است.